# Paulino de Burdeos

## Biografía
Es difícil precisar y con certeza quien fue este personaje, salvo que fue contemporáneo de Fausto de Riez, al que se dirige en una carta: la cuarta de Epistulae de Fausto.[cita requerida] Paulino de Burdeos, viviría en el siglo V aproximadamente, fue un monje aquitano. Probablemente, Paulino intercambió cartas y algunos tratados también con Jerónimo desde su celda monacal, con quien mantendría una estrecha relación religiosa e intelectual. Es quizá el mismo Paulino a quien Genadio de Marsella presenta como autor de obras como: De paenitentia, sobre el comienzo de la cuaresma, sobre la pascua, sobre la obediencia y sobre los neófitos, sin embargo, solo nos queda un pequeño fragmento de De paenitentia.
En la carta dirigida a Fausto de Riez se dirige planteándole algunas cuestiones que lo atormentan en torno al pecado y a la posibilidad de expiación. Aquí se le atribuye (aunque no es posible estar seguro de la identificación de que se trate del mismo Paulino), el pasaje que tiene la forma de una respuesta a una pregunta, la pregunta es planteada acerca del modo en que los monjes debían hacer penitencia: se afirma que, desde el momento en que se renuncia al mundo y se elige la vida eremita, no es necesaria la penitencia por las culpas de la vida secular. Quien cambia de vida se duele de todo lo que ha hecho anteriormente y establece un pacto con Dios, por tanto, es necesario recibir frecuentemente la comunión siendo una delicia para el alma iluminada.[cita requerida]
Puede confundirse a menudo a Paulino de Burdeos con Paulino de Nola, sin embargo, este último fue un poeta cristiano del siglo IV-V, del que tenemos más información por la colección de sus epístolas poéticas, este, se refugiaría en Nola hasta su muerte.